# Атлантическа низина
Атлантическата низина (на английски: Atlantic coastal plain) е крайбрежна низина в югоизточната част на Съединените американски щати, простираща се покрай брега на Атлантическия океан, от Ню Йорк на север до полуостров Флорида (включително) на юг. На запад е ограничена от платото Пидмънт, а в югозападния си край преминава в Крайбрежната низина на Мексиканския залив. Дължината ѝ е около 1800 km, а ширината от 30 до 350 km.

## Геоложки строеж, релеф
Низината е изградена от комплекс от антропогенни морски наслаги (варовици, пясъчници, пясъци, глини) с мощност до 1000 m. Надморската ѝ височина е от 0 до 100 m. Крайбрежието на север е силно разчленено от дълбоко вдаващи се в сушата заливи – естуарите Делауеър и Чесапийк, на юг брегът е от лагунен и маршов тип, а южните брегове на Флорида са обградени от коралови рифове. По крайбрежието много добра са изразени морските тераси, пресечени от широки и заблатени речни долини.

## Климат, води
Покрай цялото протежение на Атлантическата низина преминава топлото течение Гълфстрийм, което прави климата на низината субтропичен, от мусонен тип, а в южната част на Флорида – тропичен. Зимата е топла, дъждовна (в южната част на Флорида – суха). Средната януарска температура варира от 0°С на север до 20°С на юг, но почти навсякъде се наблюдават и отрицателни температури. Лятото е горещо и мъгливо. Средната юлска температура е от 22 до 28°С. Годишната сума на валежите е 1000 – 1400 mm/m².

## Почви, растителност
Преобладаващите почви са червеноземни, жълтоземни, алувиални, ливадни и блатни. Естествената растителност е представена от борови и борово-дъбови гори, а по заблатените участъци – от тис и блатен кипарис. В южната част на Флорида има палмови, фикусови, миртови гори и други тропически дървета. Покрай бреговете на Флорида се срещат и мангрови гори. На мястото на унищожената естествена растителност се развива интензивно земеделие – посеви от памук, тютюн, овощни градини, цитруси и други. Атлантическата низина е един от най-гъсто населените райони на САЩ, като тук са разположени повечето от най-големите градове на страната: Ню Йорк, Филаделфия, Вашингтон, Болтимор, норфолк и много други.